# Донмен Сен Маме
Донмен Сен Маме (фр. Donnemain-Saint-Mamès) насеље је и општина у централној Француској у региону Центар (регион), у департману Ер и Лоар која припада префектури Шатоден.
По подацима из 2011. године у општини је живело 698 становника, а густина насељености је износила 54,62 становника/km². Општина се простире на површини од 12,78 km². Налази се на средњој надморској висини од 136 метара (максималној 143 m, а минималној 106 m).

## Демографија
| 1962. | 1968. | 1975. | 1982. | 1990. | 1999. | 2011. |
| ----- | ----- | ----- | ----- | ----- | ----- | ----- |
| 377   | 385   | 430   | 453   | 638   | 611   | 698   |

График промене броја становника у току последњих година